# Зарубинецька сільська рада (Андрушівський район)
Зарубинецька сільська рада — колишня адміністративно-територіальна одиниця та орган місцевого самоврядування у Андрушівському районі Житомирської області з адміністративним центром у с. Зарубинці.

## Населені пункти
Сільській раді були підпорядковані населені пункти:
- с. Зарубинці
- с. Лісівка
- с. Тарасівка

## Населення
Відповідно до перепису населення СРСР, станом на 17 грудня 1926 року, чисельність населення ради становила 2 303 особи, з них, за статтю: чоловіків — 1 106, жінок — 1 197; етнічний склад: українців — 2 221, росіян — 6, євреїв — 32, поляків — 33, інші — 11. Кількість господарств — 519, з них несільського типу — 10.
Відповідно до результатів перепису населення СРСР, кількість населення ради, станом на 12 січня 1989 року, становила 1 850 осіб.
Станом на 5 грудня 2001 року, відповідно до перепису населення України, кількість мешканців сільської ради становила 1 729 осіб.

## Склад ради
Рада складалась з 16 депутатів та голови.

## Керівний склад сільської ради
| ПІБ                         | Основні відомості                                                                | Дата обрання | Дата звільнення |
| --------------------------- | -------------------------------------------------------------------------------- | ------------ | --------------- |
| Антонюк Людмила Никодимівна | Сільський голова , 1959 року народження, освіта                                  | 26.03.2006   | 31.10.2010      |
| Антонюк Людмила Никодимівна | Сільський голова , 1959 року народження, освіта середня спеціальна, позапартійна | 31.10.2010   |                 |

Примітка: таблиця складена за даними джерела

## Історія
Створена 1923 року в с. Зарубинці Ходорківської волості Сквирського повіту Київської губернії. Станом на 17 грудня 1926 року в підпорядкуванні ради числяться с. Тарасівка та хутори Гандзів і Троянки, на 1 жовтня 1941 року — х. Гончариха; хутори Гандзів і Троянки не перебувають на обліку населених пунктів.
Станом на 1 вересня 1946 року сільська рада входила до складу Андрушівського району Житомирської області, на обліку в раді перебували с. Зарубинці та х. Тарасівка, х. Гончариха не перебуває на обліку населених пунктів.
29 березня 1955 року, відповідно до рішення Житомирського облвиконкому № 357 «Про перечислення села Тарасівка Зарубинецької сільської ради до складу Лісівської сільської ради Андрушівського району», с. Тарасівка передане до складу Лісівської сільської ради. 5 березня 1959 року, відповідно до рішення Житомирського облвиконкому № 161 «Про ліквідацію та зміну адміністративно-територіального поділу окремих сільських рад області», до складу ради включено села Лісівка і Тарасівка ліквідованої Лісівської сільської ради Андрушівського району.
На 1 січня 1972 року сільська рада входила до складу Андрушівського району Житомирської області, на обліку в раді перебували села Зарубинці, Лісівка та Тарасівка.
Виключена з облікових даних 17 липня 2020 року. Територію та населені пункти ради, відповідно до розпорядження Кабінету Міністрів України № 711-р від 12 червня 2020 року «Про визначення адміністративних центрів та затвердження територій територіальних громад Житомирської області», включено до складу Андрушівської міської територіальної громади Бердичівського району Житомирської області.
Входила до складу Ходорківського (7.03.1923 р.), Андрушівського (27.06.1925 р., 4.01.1965 р.) та Попільнянського (30.12.1962 р.) районів.